# Tricontarinia japanica
Tricontarinia japanica är en tvåvingeart som beskrevs av Jean-Jacques Kieffer 1910. Tricontarinia japanica ingår i släktet Tricontarinia och familjen gallmyggor. Inga underarter finns listade i Catalogue of Life.